# 롯데몰 송도 캐슬파크
롯데몰 송도 캐슬파크(영어: Lotte Mall Songdo Castle Park)는 대한민국 인천광역시 연수구 송도국제도시 (송도동)에 위치한 마천루다. 오피스텔은 2,040실, 판매시설은 83실이다.

## 갤러리

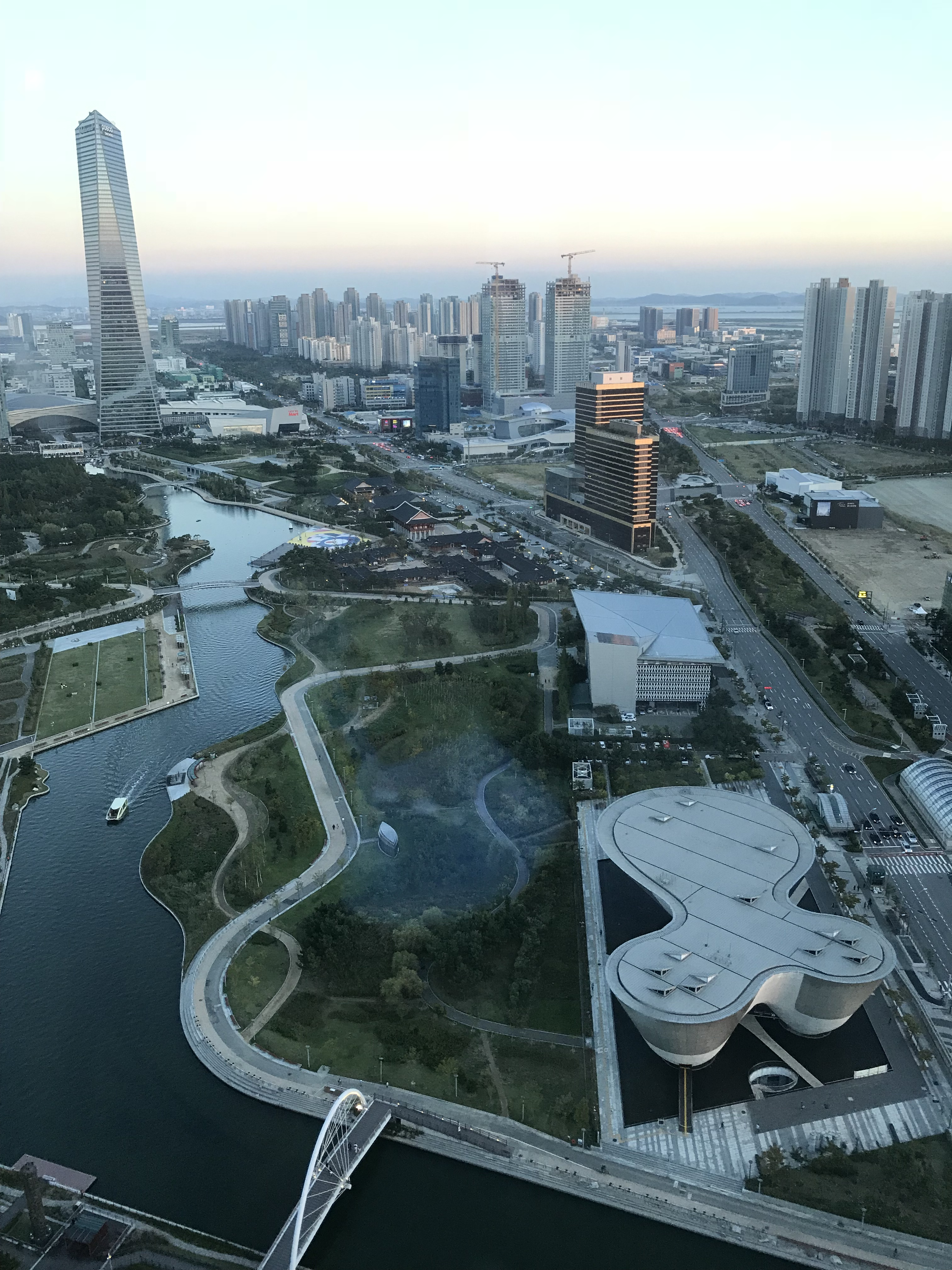

## 같이 보기
- 인천광역시의 마천루 목록